# لحمدية (ابن خليل)
لحمدية هي إحدى مشيخات المملكة المغربية، تتبع جغرافيا لإقليم طانطان وإداريًا لابن خليل. يقدر عدد سكانها بـ 31 نسمة حسب الإحصاء الرسمي للسكان والسكنى لسنة 2004.